# Raciborsko

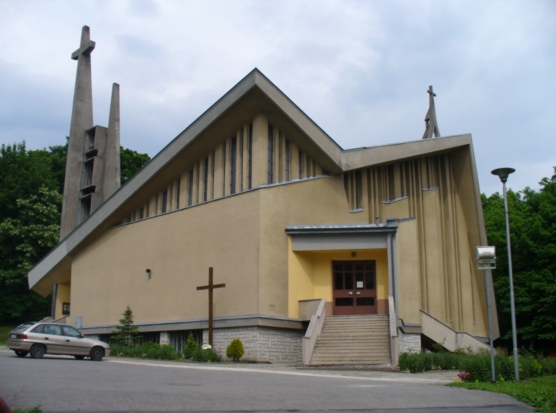
Kościół NMP Królowej Polski w Raciborsku

Raciborsko – wieś w Polsce położona w województwie małopolskim, w powiecie wielickim, w gminie Wieliczka.
W roku 2021 we wsi mieszkały 1362 osoby, z czego 50,9% mieszkańców stanowią kobiety, a 49,1% mężczyźni.
| SIMC    | Nazwa       | Rodzaj    |
| ------- | ----------- | --------- |
| 0341296 | Bania       | część wsi |
| 0341304 | Lipowa      | część wsi |
| 0341310 | Mostki      | część wsi |
| 0341327 | Nowe Pole   | część wsi |
| 0341333 | Pode Dworem | część wsi |
| 0341340 | Podlipowa   | część wsi |
| 0341356 | Rola        | część wsi |
| 0341362 | Ryje        | część wsi |
| 0341379 | Sieprawówka | część wsi |
| 0341385 | Witkowice   | część wsi |
| 0341391 | Zagrody     | część wsi |

Do 1945 r. właścicielem dworu i majątku ziemskiego w Raciborsku był Krzysztof Morstin ps. „Pług” (1905–1990), oficer 9. Pułku Strzelców Konnych, w czasie II wojny światowej delegat konspiracyjnej organizacji "Uprawa" na Okręg Kraków.
W latach 1956-1961 wieś była siedzibą gromady Raciborsko. W latach 1975–1998 miejscowość administracyjnie należała do województwa krakowskiego.

## Zabytki
Obiekt wpisany do rejestru zabytków nieruchomych województwa małopolskiego.
- Dawne założenie dworsko-parkowe: stajnia, park, spichlerz.

Przez miejscowość przebiega Szlak Ariański w Wieliczce. W szlak ten włączony został teren kościoła, który zajął miejsce po dworze Morsztynów, park, budynek spichlerza oraz XIX-wieczne czworaki.

## Kultura
We wsi działa od 2015 roku ludowy Zespół Pieśni i Tańca  „Pogórze Wielickie”.

## Osoby związane z miejscowością
- Stanisław Morsztyn oraz poeta Wacław Potocki zdobyli wykształcenie w tutejszej szkole braci polskich, powstałej  przy zborze braci polskich.
- Jan Andrzej Morsztyn – polityk, poeta, podskarbi wielki koronny, świecki referendarz koronny, stolnik sandomierski, sekretarz królewski, starosta tucholski, warcki, tymbarski, kowalski, zawichojski od 1656 roku[8].